# Xbox Live Indie Games
Le Xbox Live Indie Games (abrégé XBLIG, anciennement connu sous le nom de Xbox Live Community Games ou XBLCG) était un espace du magasin en ligne de jeux vidéo de la Xbox 360 de Microsoft. Contrairement aux jeux du Xbox Live Arcade, les produits diffusés dans cette section n'étaient testés que par la communauté de créateurs. Il s'adressait donc en priorité aux développeurs indépendants. Les jeux étaient développés à l'aide de Microsoft XNA. En novembre 2014, plus de 3 300 jeux étaient disponibles sur le service. Le programme n'a pas été poursuivi sur Xbox One.
Le service est fermé le 7 septembre 2017.

## Ludographie
Ci-après, quelques exemples de jeux sortis sur la plate-forme :
- Amazing Princess Sarah
- Arkedo Series
- Bleed
- Blocks That Matter
- CastleMiner
- Cthulhu Saves the World
- Dead Pixels
- DLC Quest
- Doom and Destiny
- I MAED A GAM3 W1TH Z0MB1ES 1N IT!!!1
- Escape Goat
- Fist Puncher
- Flotilla
- FortressCraft
- Hidden in Plain Sight
- Mount Your Friends
- One Finger Death Punch
- Protect Me Knight
- Quiet, Please!
- Revolver360
- Sequence
- Solar 2
- Sol Survivor
- Super Amazing Wagon Adventure
- T.E.C 3001
- Techno Kitten Adventure
- Tempura of the Dead
- Useful Dead, The
- Vidiot Game
- Wizorb